# Basilique-cathédrale Sainte-Scholastique
La basilique-cathédrale Sainte-Scholastique (en italien : basilica cattedrale di San Scolastica) ou cathédrale de Subiaco est une église catholique romaine de Subiaco, en Italie. Il s'agit de la cathédrale située au sein de l'abbaye territoriale de Subiaco.